# 85-та вулиця (Мангеттен)
85-та вулиця (англ. 85th Street) — вулиця в західному напрямку, що тягнеться від Іст-Енд-авеню до Ріверсайд-драйв у боро Мангеттен у Нью-Йорку, США.
На П'ятій авеню вулиця переходить у поперечну 86-ту вулицю, яка проходить зі сходу на захід через Центральний парк і веде від Верхнього Іст-Сайду (де вона відома як Схід 85-ї вулиці) до Заходу 86-ї вулиці на Верхньому Вест-Сайді. Захід 85-ї вулиці продовжується на один квартал на південь від західного кінця трансверсу. Включає такі визначні пам’ятки, як будинок Льюїса Гувернера та Наталі Бейлі Морріс на сході 85-ї вулиці 100, тротуарний годинник на перехресті сходу 85-ї вулиці і Третьої авеню, Йорквіль банк білдінг на сході 86-ї вулиці 201–203, Червоний будинок на захід 85-ї вулиці 350, і середня школа Регіс.

## Історія
У 1837 році Рада Олдерменів Нью-Йорка спочатку проголосувала за те, щоб не схвалити, але згодом схвалила відкриття Східної 85-ї вулиці між Третьою авеню та П'ятою авеню, яку Комітет доріг і каналів запропонував як резолюцію щодо петиції власників майна на вулиці. У 1839 році Рада Олдерменів схвалила відкриття Західної 85-ї вулиці між П'ятою та Дев'ятою авеню.
До 1840-х років на схід від Восьмої авеню була створена невелика вулиця, позначена як захід 85-ї вулиці. Більша частина західної 85-ї вулиці була закладена після Громадянської війни в США. Проте до 1880-х рр. темпи розвитку вулиці були повільними. У той час, після покращення громадського транспорту, люди почали спекулювати майном на вулиці.
У 1971 році Джон Коррі з Times написав серію оповідань про життя на Західній 85-й вулиці між Центральним парком і Колумбус-авеню.